# Oedaspis crocea
Oedaspis crocea är en tvåvingeart som beskrevs av Munro 1939. Oedaspis crocea ingår i släktet Oedaspis och familjen borrflugor. Inga underarter finns listade i Catalogue of Life.